# 粉髯林蜂鸟
是雨燕目蜂鸟科的一种鸟类。
粉髯林蜂鸟体重约2克，翼长约30.3毫米，嘴峰长约16.1毫米，喙宽度约1.3毫米，喙厚度约1.1毫米，跗蹠长约3.8毫米，尾长约18毫米。粉髯林蜂鸟在其分布区内为留鸟，其栖息在半开放的高大树木组成的森林中，食性为草食性，主要食物来源是植物的花蜜。

## 亚种
- ：分布于哥伦比亚和厄瓜多尔西部至委内瑞拉西北部的安第斯山脉地区。
- ：分布于厄瓜多尔东北部的安第斯山脉。[4]